# Morhad Amdouni
Morhad Amdouni (ur. 21 stycznia 1988 w Porto-Vecchio) – francuski lekkoatleta specjalizujący się w biegach długich, mistrz Europy w biegu na 10 000 metrów.
Urodzony na Korsyce biegacz pochodzi z rodziny Tunezyjczyków. Podczas Mistrzostw Europy w Lekkoatletyce 2018 w Berlinie Amdouni zdobył złoty medal w biegu na 10 000 m oraz brązowy medal w biegu na 5000 m.
Reprezentował Francję na Letnich Igrzyskach Olimpijskich 2020 w Tokio, gdzie wystartował w biegu na 10 000 metrów mężczyzn (10 miejsce z czasem 27:53,58) oraz w maratonie mężczyzn (17 miejsce z czasem 2:14:33).

## Kontrowersje
Podczas biegu maratońskiego odbywającego się w Sapporo na Letnich Igrzyskach Olimpijskich 2020, biegnąc obok punktu z wodą dla biegaczy, strącił ręką długi szereg butelek, uniemożliwiając innym zawodnikom jej pobranie. W publicznym oświadczeniu po LIO 2020, objaśniał, że butelki były zbyt śliskie i dlatego spadły.
Jest podejrzewany o używanie dopingu wydolnościowego.